# Esha Deol
Esha Deol (Bombay, 2 november 1981) is een Indiaas filmactrice en model.

## Biografie
Deol werd in 1981 geboren in Bombay en is de dochter van acteur Dharmendra en zijn tweede vrouw, actrice Hema Malini. Haar halfbroers zijn Sunny Deol en Bobby Deol.

## Carrière
Deol debuteerde in 2002 in de film “ Koi Mere Dil Se Poochhe”, waarvoor ze een Filmfare Award won. Haar tweede film was “Na Tum Jaano Na Hum”, waarin ze speelde met acteurs Saif Ali Khan en Hrithik Roshan (2002). De derde film van Deol was “Kyaa Dil Ne Kahaa” (2002). In 2003 verscheen Deol in twee films: “Kucch To Hai” en “Chura Liyaa Hai Tumne”. Vooral na de film “Dhoom” (2004) verkreeg Deol veel populariteit in de Indiase filmindustrie. Andere belangrijke films zijn onder andere: “No Entry” (2005), Dus (2005), Just Married (2007) en “Tell Me O Kkhuda” (2011), geregisseerd en geproduceerd door haar moeder Hema Malini.
In februari 2020 kondigde ze haar eerste boek “Amma Mia!” op Instagram.

## Privé
Deol is sinds juni 2012 gehuwd met zakenman Bharat Thaktani. Ze heeft twee dochters.

## Filmografie

### Films
| Jaar | Film                    | Rol             | Notitie             |
| ---- | ----------------------- | --------------- | ------------------- |
| 2002 | Koi Mere Dil Se Poochhe | Esha Singh      |                     |
| 2002 | Na Tum Jaano Na Hum     | Esha Malhotra   |                     |
| 2002 | Kyaa Dil Ne Kahaa       | Esha            |                     |
| 2003 | Kucch To Hai            | Tanya           |                     |
| 2003 | Chura Liyaa Hai Tumne   | Tina Khanna     |                     |
| 2003 | LOC Kargil              | Dimple          |                     |
| 2004 | Aaytha Ezhuthu          | Geethanjali     | Tamil film          |
| 2004 | Yuva                    | Radhika         |                     |
| 2004 | Dhoom                   | Sheena          |                     |
| 2005 | Insan                   | Heena           |                     |
| 2005 | Kaal                    | Riya Thapar     |                     |
| 2005 | Main Aisa Hi Hoon       | Maya Trivedi    |                     |
| 2005 | Dus                     | Neha            |                     |
| 2005 | No Entry                | Pooja           |                     |
| 2005 | Shaadi No. 1            | Diya Saxena     |                     |
| 2006 | Pyare Mohan             | Preeti          |                     |
| 2006 | Ankahee                 | Kavya Krishna   |                     |
| 2007 | Just Married            | Ritika Khanna   |                     |
| 2007 | Darling                 | Geeta Menon     |                     |
| 2007 | Cash                    | Pooja           |                     |
| 2008 | Sunday                  |                 | nummer "Kashmakash" |
| 2008 | Money Hai Toh Honey Hai |                 | nummer "Ta Na Na"   |
| 2008 | One Two Three           | Jiya            |                     |
| 2008 | Hijack                  | Saira           |                     |
| 2011 | Tell Me O Kkhuda        | Tanya R. Kapoor |                     |
| 2015 | Care of Footpath 2      | Meera           | Kannada film        |
| 2019 | Cakewalk                | Shilpa Sen      | korte film          |
| 2021 | Ek Duaa                 | Abida           | korte film          |
| 2025 | Tumko Meri Kasam        | Meenakshi       |                     |

### Webseries
| Jaar | Serie                       | Rol                  | Platform        |
| ---- | --------------------------- | -------------------- | --------------- |
| 2022 | Rudra: The Edge of Darkness | Shaila Durrani Singh | Disney+ Hotstar |
| 2023 | Hunter Tootega Nahi Todega  | Divya                | Prime Video     |